# Bandeira da Catalunha

Senyera (em catalão), pronuncia-se "senhera" em português, e é a Bandeira da Catalunha

A bandeira da Catalunha, também conhecida como Senyera (em catalão, e Señera em castelhano), é uma bandeira com o fundo amarelo e quatro barras horizontais, denominadas tecnicamente "faixas", de cor vermelha. É um dos símbolos nacionais da Catalunha estabelecidos pelo Estatuto de Autonomia da Catalunha. Na sua aparência é similar à bandeira de Aragão, sendo que essa tem aposto o escudo dessa comunidade autónoma. 
Uma das versões mais consensuais diz que a bandeira evoluiu a partir do escudo dinástico utilizado pelo conde de Barcelona, Raimundo Berengário IV, do qual já se tem constância no ano 1150 num documento selado pelo mesmo.
Com Jaime I de Aragão, da Casa de Barcelona, passa a conhecer-se como "bandeira real". Bernat Desclot e Ramon Muntaner (finais do séc. XIII e princípios do séc. XIV) referem-se a ela como "insígnia" dos reis de Aragão.
Com a chegada da Renascença catalã no século XIX, o movimento catalanista tomou-a como bandeira nacional da Catalunha.

## Nascimento heráldico dasQuatro Barras
O primeiro testemundo do sinal heráldico das Quatro Barras aparece no selo de cera de Raimundo Berengário IV, conde de Barcelona em meados do séc. XII, conforme concluem diversos especialistas:
"O primeiro testemunho real das armas empregadas pelos reis de Aragão está em selos de Raimundo Berengário IV cujo mais antigo dos quais é datado de 1150" —  Faustino Menéndez Pidal de Navascués 
"(...) não há dúvida de que o primeiro titular das Quatro Barras em ouro vai ser Raimundo Berengário IV (...)" —  Alberto Montaner Frutos 
"Os selos mais antigos que temos de um soberano catalão são os do Conde Raimundo Berengário IV (...) O escudo transporta o sinal das barras (...)" —  Armand de Fluvia e Escorsa 
"De tudo o descrito parece ser firme que é Ramón Berenguer IV à volta do ano 1150, por vontade própria, decide escolher como divisa particular da sua Casa [de Barcelona] , as "barras", que também figuravam no seu escudo e no seu estandarte". —  F. Xavier Calicó 
"As Cortes catalãs, reunidas sob a presidência da rainha dona Maria, enviou uma embaixada ao rei, que estava na Sicília, em duas galeras que «não traziam outros sinais senão os do condado de Barcelona, isto é, barras amarelas e vermelhas tão somente". —  Citação de uma crónica real de 1396 

## AEstelada

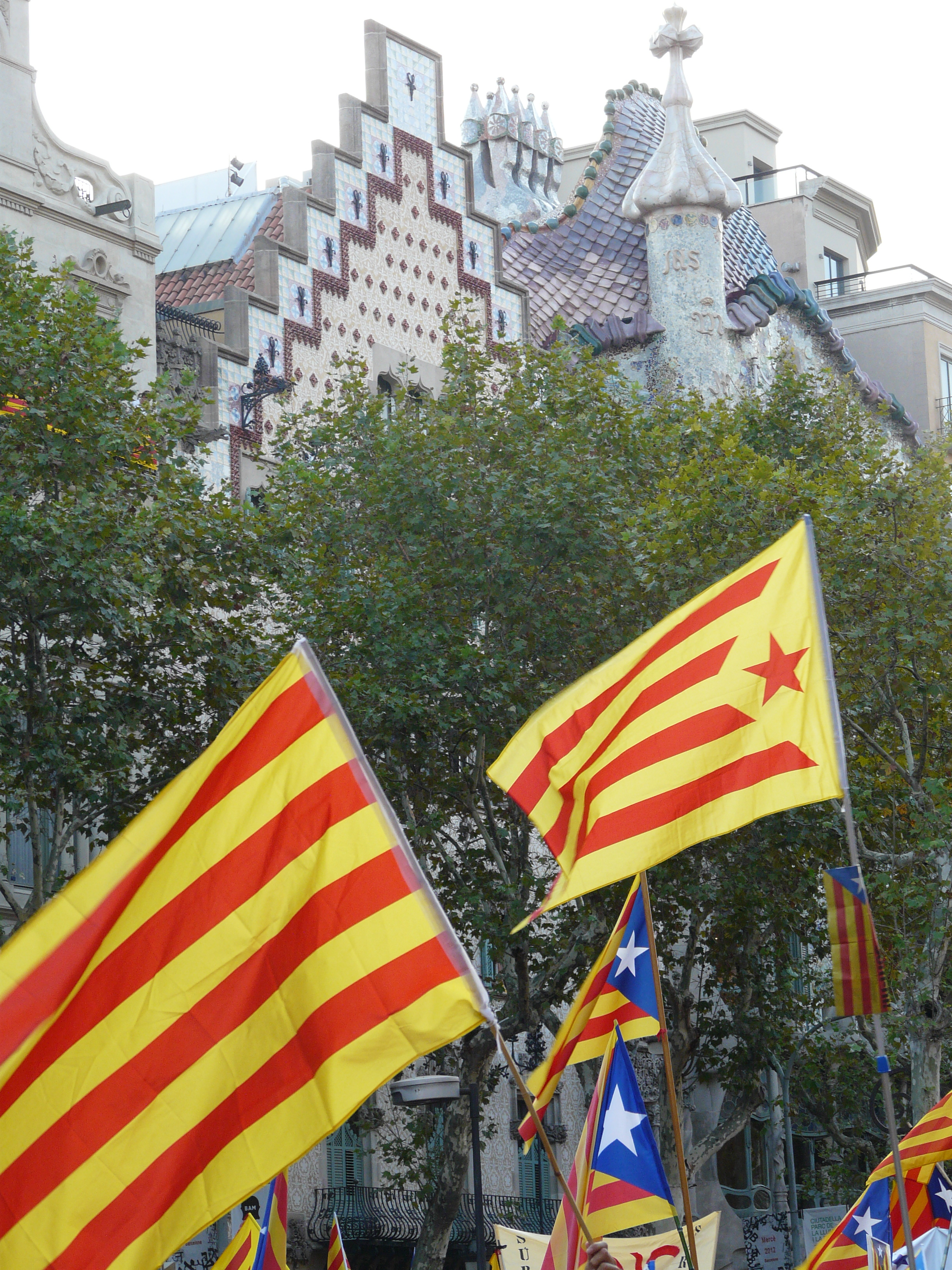
Senyera entre esteladas

No início do séc. XX aparece a estrelada (em catalão estelada) que se tratava de uma bandeira transitória e reivindicativa dos movimentos nacionalistas catalães e, especialmente, independentistas.
O padrão é igual ao da senyera mas foi adicionado um triângulo azul e uma estrela de cinco pontas. O desenho está inspirado nas bandeiras da independência de Cuba e Porto Rico.
Em 1922, Francesc Macià, futuro Presidente da Generalitat, adopta-a para o Partido que tinha criado com o nome de Estat Català.
Mais tarde, o artigo 3º da Constituição Provisória da República Catalã, redigida em 1928 por Josep Conangla i Fontanilles durante o seu exílio em Havana, proclamava que a bandeira oficial da República Catalã é a histórica de quatro barras vermelhas sobre fundo amarelo, com adição, na parte superior, de um triângulo azul e uma estrela branca de cinco pontas ao centro.